# سفيتلانا روماشينا
سفيتلانا روماشينا (Svetlana Romashina) (الروسية: Светлана Алексеевна Ромашина) هي لاعبة أولمبية لرياضة سباحة متزامنة من روسيا. شاركت في الأولمبياد الصيفي في 2008–2012، وفازت بما مجموعه 3 ميداليات.

## الميداليات
| ذهب | فضة | برونز | المجموع |
| 3   | 0   | 0     | 3       |

## روابط خارجية
- سفيتلانا روماشينا على موقع الاتحاد الدولي للسباحة (الإنجليزية)
- سفيتلانا روماشينا على موقع اللجنة الأولمبية الدولية (الإنجليزية)
- سفيتلانا روماشينا على موقع أوليمبيديا (الإنجليزية)